# Pomarez

Pomarez este o comună în departamentul Landes din sud-vestul Franței. În 2009 avea o populație de 1.489 de locuitori.

## Evoluția populației
| An        | 1975  | 1982  | 1990  | 1999  | 2006  | 2009  |
| --------- | ----- | ----- | ----- | ----- | ----- | ----- |
| Populație | 1.375 | 1.344 | 1.418 | 1.448 | 1.478 | 1.489 |